# Championnats du monde de karaté 1988
Navigation
Édition précédente Édition suivante
Les championnats du monde de karaté 1988 ont eu lieu au Caire, en Égypte, en 1988. Il s'agissait de la neuvième édition des championnats du monde de karaté senior et de la première à proposer une compétition de sanbon. Au total, 1 157 karatékas provenant de 54 pays du monde ont participé aux seize épreuves au programme.

## Résultats

### Épreuves individuelles

#### Kata
| Rang | Pays   | Karatéka       |
| ---- | ------ | -------------- |
| 1    | Japon  | T. Sakamoto    |
| 2    | Japon  | T. Aihara      |
| 3    | Italie | Dario Marchini |

| Rang | Pays       | Karatéka     |
| ---- | ---------- | ------------ |
| 1    | Japon      | Yukio Mimura |
| 2    | Japon      | H. Yokoyama  |
| 3    | États-Unis | K. Jones     |

#### Kumite

##### Kumitemasculin
| Rang | Pays        | Karatéka      |
| ---- | ----------- | ------------- |
| 1    | Royaume-Uni | A. Shaher     |
| 2    | Italie      | N. Simmi      |
| 3    | Japon       | H. Nozaki     |
| 3    | Norvège     | Stein Rønning |

| Rang | Pays        | Karatéka    |
| ---- | ----------- | ----------- |
| 1    | Royaume-Uni | T. Stephens |
| 2    | Pays-Bas    | R. Doran    |
| 3    | Italie      | F. Muffato  |
| 3    | Espagne     | J. Rubio    |

| Rang | Pays    | Karatéka        |
| ---- | ------- | --------------- |
| 1    | France  | Thierry Masci   |
| 2    | Espagne | F. Egea         |
| 3    | Japon   | Y. Anzai        |
| 3    | France  | Bruno Pellicier |

| Rang | Pays      | Karatéka   |
| ---- | --------- | ---------- |
| 1    | Japon     | K. Hayashi |
| 2    | Suède     | T. Hallman |
| 3    | Allemagne | Toni Dietl |
| 3    | Espagne   | J. Galan   |

| Rang | Pays        | Karatéka         |
| ---- | ----------- | ---------------- |
| 1    | Pays-Bas    | Dudley Josepa    |
| 2    | Royaume-Uni | M. Etienne       |
| 3    | Espagne     | José Manuel Egea |
| 3    | Allemagne   | W. Rauch         |

| Rang | Pays        | Karatéka       |
| ---- | ----------- | -------------- |
| 1    | France      | Emmanuel Pinda |
| 2    | Royaume-Uni | Vic Charles    |
| 3    | Italie      | G. Guazzaroni  |
| 3    | Suède       | J. Thell       |

| Rang | Pays        | Karatéka      |
| ---- | ----------- | ------------- |
| 1    | Italie      | G. Guazzaroni |
| 2    | Royaume-Uni | Vic Charles   |
| 3    | Pays-Bas    | K. Aktepe     |
| 3    | Japon       | Y. Hayashi    |

| Rang | Pays        | Karatéka         |
| ---- | ----------- | ---------------- |
| 1    | Espagne     | José Manuel Egea |
| 2    | Royaume-Uni | Mike Sailsman    |
| 3    | France      | Emmanuel Pinda   |

##### Kumiteféminin
| Rang | Pays        | Karatéka           |
| ---- | ----------- | ------------------ |
| 1    | Japon       | Yuko Hasama        |
| 2    | France      | Catherine Girardet |
| 3    | Venezuela   | M. Capechi         |
| 3    | Royaume-Uni | S. Graham          |

| Rang | Pays       | Karatéka     |
| ---- | ---------- | ------------ |
| 1    | Japon      | Akemi Kimura |
| 2    | Japon      | J. Kurata    |
| 3    | Allemagne  | R. Hahn      |
| 3    | États-Unis | G. Halterman |

| Rang | Pays     | Karatéka          |
| ---- | -------- | ----------------- |
| 1    | Pays-Bas | Guus van Mourik   |
| 2    | Suède    | Y. Wickberg       |
| 3    | France   | Marie-Ange Legros |
| 3    | Italie   | M. Sartirani      |

### Épreuve par équipes

#### Kata
| Rang | Pays   |
| ---- | ------ |
| 1    | Japon  |
| 2    | Italie |
| 3    | France |

| Rang | Pays       |
| ---- | ---------- |
| 1    | Japon      |
| 2    | États-Unis |
| 3    | Italie     |

#### Kumite
| Rang | Pays        |
| ---- | ----------- |
| 1    | Royaume-Uni |
| 2    | Pays-Bas    |
| 3    | Espagne     |
| 3    | Italie      |

## Tableau des médailles
Au total, 59 médailles ont été attribuées à 11 pays différents, et six sont repartis avec au moins une médaille en or. Le Japon termine largement en tête du tableau des médailles tandis que le pays hôte se classe onzième avec quatre médailles de bronze.
| Tableau des médailles |             |    |        |        |       |
| Rang                  | Pays        | Or | Argent | Bronze | Total |
| 1                     | Japon       | 7  | 3      | 3      | 13    |
| 2                     | Royaume-Uni | 3  | 4      | 1      | 8     |
| 3                     | Pays-Bas    | 2  | 2      | 1      | 5     |
| 4                     | France      | 2  | 1      | 4      | 7     |
| 5                     | Italie      | 1  | 2      | 6      | 9     |
| 6                     | Espagne     | 1  | 1      | 4      | 6     |
| 7                     | Suède       | 0  | 2      | 1      | 3     |
| 8                     | États-Unis  | 0  | 1      | 2      | 3     |
| 9                     | Allemagne   | 0  | 0      | 3      | 3     |
| 10                    | Norvège     | 0  | 0      | 1      | 1     |
| 11                    | Venezuela   | 0  | 0      | 1      | 1     |